# Johann Kaspar Mörikofer (Geistlicher)

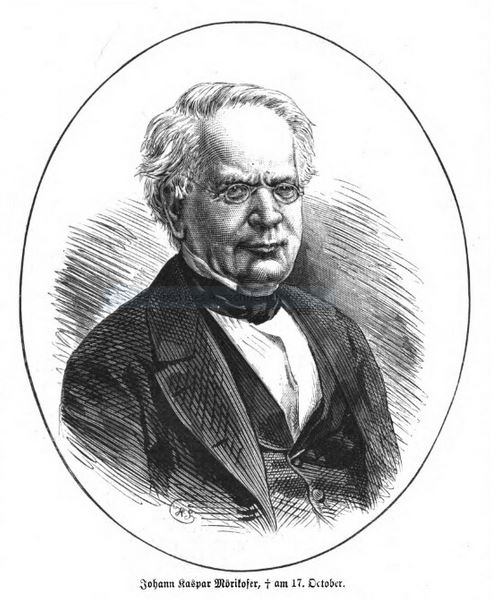
Johann Kaspar Mörikofer

Johann Kaspar Mörikofer (* 11. Oktober 1799 in Frauenfeld; † 17. Oktober 1877 in Zürich) war ein Schweizer evangelisch-reformierter Geistlicher und Gelehrter.

## Leben
Johann Kaspar Mörikofer, Sohn des Gabriel Mörikofer und der Maria Magdalena Wüst, studierte am Collegium Carolinum in Zürich Evangelische Theologie. 1833 heiratete er in erster Ehe Elisabeth Beyel, 1851 in zweiter Ehe Elisabeth Ernst. Zwischen 1822 und 1851 arbeitete er als Lehrer und Rektor in städtischen Schulen in Frauenfeld und schrieb in den 1830er und 1840er Jahren für die Thurgauer Zeitung. Ab 1851 arbeitete er als evangelisch-reformierter Pfarrer in Gottlieben und zwischen 1853 und 1869 zusätzlich als Dekan des Kapitels Steckborn. Von 1869 lebte in Winterthur und Zürich als Privatgelehrter. 1872 wurde ihm der Dr. phil. h. c. der Universität Zürich und 1876 der Dr. theol. h. c. der Universität Basel verliehen. Er starb am 17. Oktober 1877 in Zürich.

## Leistungen
Mörikofer war Mitglied der Gemeinnützigen Gesellschaft des Kantons Thurgau und amtierte zwischen von 1856 bis 1859 als deren Präsident. Er war Mitinitiant des kantonalen Historischen Vereins und Verfasser zahlreicher Werke im Bereich der Kirchen- und Literaturgeschichte.

## Werke (Auswahl)
- Die Schweizerische Mundart im Verhältnis zur hochdeutschen Schriftsprache aus dem Gesichtspunkte der Landesbeschaffenheit, der Sprache, des Unterrichtes, der Nationalität und der Literatur. Beyel, Frauenfeld 1838 (PDF online) (Neue Aufl., J. Heuberger, Bern 1864)
- Landammann Anderwert nach seinem Leben und Wirken. Ein Beitrag zur Geschichte des Kantons Thurgau. Beyel, Zürich und Frauenfeld 1842 (PDF online).
- Klopstock in Zürich im Jahre 1750–1751, Beyel, Zürich & Frauenfeld 1851 (PDF online).
- Die Schweizerische Literatur des achtzehnten Jahrhunderts. S. Hirzel, Leipzig 1861 (PDF online).
- Bilder aus dem kirchlichen Leben der Schweiz, S. Hirzel, Leipzig 1864 (PDF online).
- Ulrich Zwingli. Nach den urkundlichen Quellen. 2 Teile, S. Hirzel, Leipzig 1867–1869 (Teil 1 (1867) (PDF online), Teil 2 (1869) (PDF online)).
- J. J. Breitinger und Zürich. Ein Kulturbild aus der Zeit des dreißigjährigen Krieges. S. Hirzel, Leipzig 1874 (PDF online).
- Geschichte der evangelischen Flüchtlinge in der Schweiz. S. Hirzel, Leipzig 1876 (PDF online).

### Werkverzeichnis
- Theodor Greyerz: Verzeichnis der Schriften J. K. Mörikofers.  In: Ders.: Johann Kaspar Mörikofer, 1799–1877. Schulmann, Forscher, Geschichtsschreiber. In: Kantonsschule Frauenfeld (Hrsg.): Bericht über das Schuljahr 1942/43. Huber, Frauenfeld 1943, S. 123–126.

## Nachlass
- Staatsarchiv Thurgau
- Zentralbibliothek Zürich